# Royal Falcon
Royal Falcon fue una aerolínea chárter, transformándose a regular en 2009, con base en Amán (Jordania), que operó entre 2006 y 2016. 

## Flota histórica
La flota de Royal Falcon incluía las siguientes aeronaves:
| Aeronaves               | Total | Introducido | Retirado | Matrículas      |
| ----------------------- | ----- | ----------- | -------- | --------------- |
| Airbus A319             | 1     | 2010        | 2011     | JY-JRE          |
| Airbus A320-200         | 2     | 2010        | 2016     | JY-JRG          |
| Boeing 737-200          | 2     | 2008        | 2009     | A6-AVF y JY-JRA |
| Boeing 737-400          | 1     | 2011        | 2019     | JY-RFF          |
| Boeing 767-200ER        | 1     | 2007        | 2012     | JY-JRF          |
| Boeing 767-300ER        | 1     | 2009        | 2012     | JY-JRD          |
| McDonnell Douglas MD-83 | 2     | 2008        | 2009     | JY-JRB y JY-JRC |